# Penthouse (magazyn)
Penthouse – amerykański erotyczny miesięcznik dla mężczyzn, założony w 1965 r. przez Boba Guccione (1930–2010). Początkowo wydawany w Wielkiej Brytanii, a później także w innych krajach – w tym od 1969 r. w USA, gdzie osiągnął wielki sukces. W odróżnieniu od „łagodnego” Playboya pismo prezentuje treści mocno erotyczne, czasem uznawane za pornograficzne.
Współtwórcami czasopisma byli m.in. tacy autorzy jak Isaac Asimov, James Baldwin, Cameron Crowe, Don DeLillo, Joe Flaherty, Abbie Hoffman, Peter Manso, Joyce Carol Oates, Philip Roth, Mickey Spillane, Ben Stein, Tad Szulc, Jerry Tallmer, Studs Terkel, Gore Vidal i Irving Wallace.
17 września 1983 roku Vanessa Williams stała się pierwszą czarnoskórą Amerykanką, która zwyciężyła w konkursie Miss Ameryki, ale kiedy ujawniono jej zdjęcia w negliżu dla magazynu Penthouse z 1982 roku, 24 lipca 1984 roku została zmuszona do oddania korony najpiękniejszej Amerykanki. Przed swoją wielką karierą pozowała także Madonna i Traci Lords.